# Поштово-телекомунікаційна корпорація Есватіні
Поштово-телекомунікаційна корпорація Есватіні (Eswatini Posts and Telecommunications Corporation, ЕРТС) — це напівдержавна компанія Есватіні (Свазіленд), яка надає поштові та телекомунікаційні послуги. Компанія поділяється на чотири підрозділи: Пошта Есватіні (Eswatini Post), Телеком Есватіні (Eswatini Telecom), Кур'єрська служба (Phutfumani Couriers) і Національник контактний центр (National Contact Center). Компанія є напівдержавною компанією та підзвітна Міністерству інформації, зв’язку та технологій Есватіні.  

## Пошта Есватіні
Поштовий підрозділ компанії надає стандартні поштові послуги включаючи митне оформлення, транспортне страхування та можливість направлення замовних листів. Пошта Есватіні надає свої послуги через загальнонаціональну інфраструктуру, яка складається з 37 поштових відділень та більш ніж 41 000 поштових скриньок на території країни.
Пошта Есватіні також пропонує грошові поштові перекази в межах Есватіні, а також до сусідніх країн, таких як Південна Африка, Лесото та Ботсвана. 
У відділеннях компанії функціонують Інтернет-кафе з доступом до високошвидкісного Інтернету. 
Пошта Есватіні також займається випуском поштових марок.

## Логотипи підрозділів Поштово-телекомунікаційної корпорації Есватіні

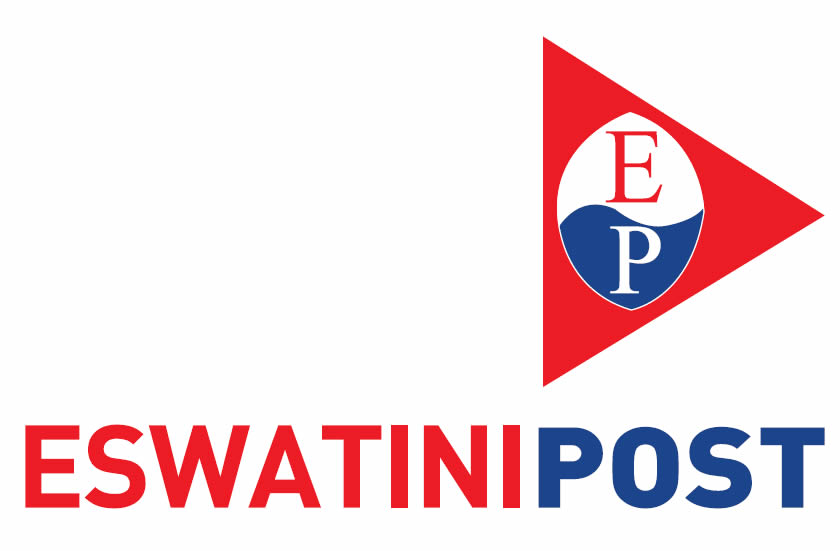
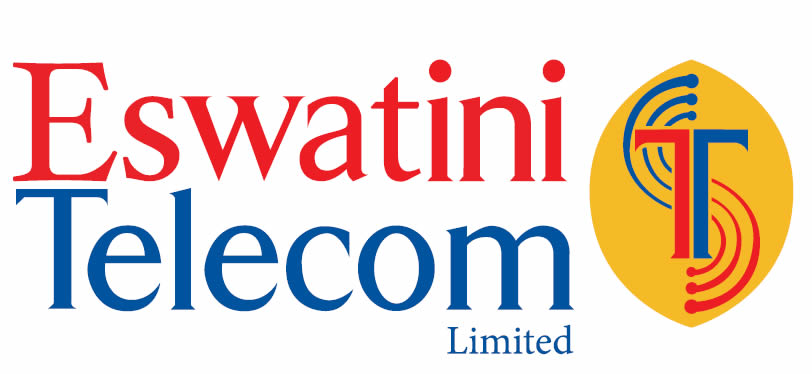
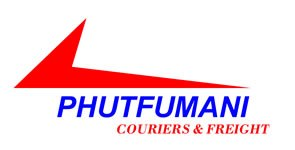
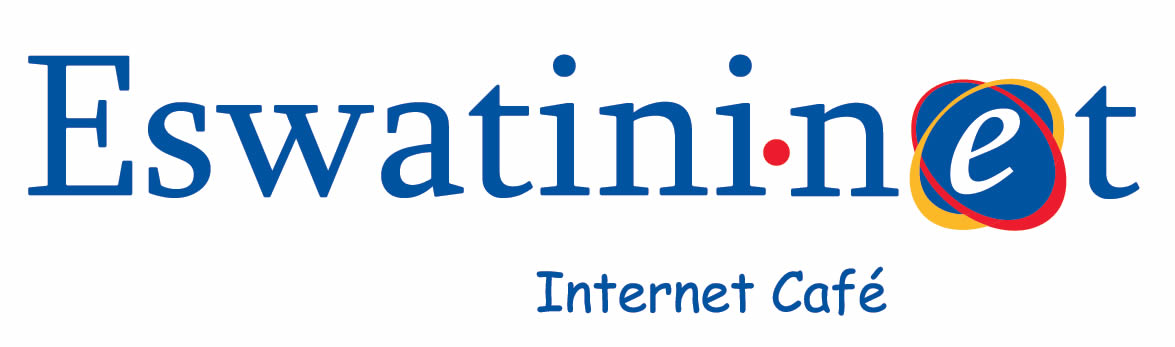

## Зовнішні посилання
- Офіційний сайт